# Acronychia wisseliana
Acronychia wisseliana là một loài thực vật có hoa trong họ Cửu lý hương. Loài này được T.G.Hartley mô tả khoa học đầu tiên năm 1982.